# Grzegorz Stępniak
Grzegorz Stępniak (24 de abril de 1989) é um ciclista profissional polaco que corre actualmente na equipa Wibatech Merx 7R.

## Palmarés
2012
- 1 etapa da Dookoła Mazowsza

2013
- 2 etapas da Dookoła Mazowsza

2014
- 1 etapa da Carreira da Solidariedade e dos Campeões Olímpicos

2015
- 1 etapa do Bałtyk-Karkonosze Tour
- Dookoła Mazowsza

2016
- Tour da Estónia, mais 1 etapa

2017
- 1 etapa da Szlakiem Walk Majora Hubala
- 1 etapa da Carreira da Solidariedade e dos Campeões Olímpicos

2018
- Tour de Estónia

## Equipas
- CCC (2012-2016)
  - CCC Polsat Polkowice (2012-2014)
  - CCC Sprandi Polkowice (2015-2016)
- Wibatech (2017-2018)
  - Wibatech 7r Fuji (2017)
  - Wibatech Merx 7R (2018)